# Grand Prix automobile d'Australie 1998
GP précédent GP suivant
Le Grand Prix automobile d'Australie 1998 (1998 Qantas Australian Grand Prix), disputé le 8 mars 1998 sur le circuit de l'Albert Park, est la 615e épreuve du championnat du monde de Formule 1 courue depuis 1950. Il s'agit de la quatorzième édition du Grand Prix d'Australie comptant pour le championnat du monde de Formule 1 et de la première manche du championnat 1998.

## Qualifications
| Pos.                                                                                      | No | Pilote                | Équipe              | Temps          | Écart     |
| ----------------------------------------------------------------------------------------- | -- | --------------------- | ------------------- | -------------- | --------- |
| 1                                                                                         | 8  | Mika Häkkinen         | McLaren-Mercedes    | 1 min 30 s 010 |           |
| 2                                                                                         | 7  | David Coulthard       | McLaren-Mercedes    | 1 min 30 s 053 | + 0 s 043 |
| 3                                                                                         | 3  | Michael Schumacher    | Ferrari             | 1 min 30 s 767 | + 0 s 757 |
| 4                                                                                         | 1  | Jacques Villeneuve    | Williams-Mecachrome | 1 min 30 s 919 | + 0 s 909 |
| 5                                                                                         | 15 | Johnny Herbert        | Sauber-Petronas     | 1 min 31 s 384 | + 1 s 374 |
| 6                                                                                         | 2  | Heinz-Harald Frentzen | Williams-Mecachrome | 1 min 31 s 397 | + 1 s 387 |
| 7                                                                                         | 5  | Giancarlo Fisichella  | Benetton-Playlife   | 1 min 31 s 733 | + 1 s 723 |
| 8                                                                                         | 4  | Eddie Irvine          | Ferrari             | 1 min 31 s 767 | + 1 s 757 |
| 9                                                                                         | 10 | Ralf Schumacher       | Jordan-Mugen-Honda  | 1 min 32 s 392 | + 2 s 382 |
| 10                                                                                        | 9  | Damon Hill            | Jordan-Mugen-Honda  | 1 min 32 s 399 | + 2 s 389 |
| 11                                                                                        | 6  | Alexander Wurz        | Benetton-Playlife   | 1 min 32 s 726 | + 2 s 716 |
| 12                                                                                        | 14 | Jean Alesi            | Sauber-Petronas     | 1 min 33 s 240 | + 3 s 230 |
| 13                                                                                        | 20 | Toranosuke Takagi     | Tyrrell-Ford        | 1 min 33 s 291 | + 3 s 281 |
| 14                                                                                        | 18 | Rubens Barrichello    | Stewart-Ford        | 1 min 33 s 383 | + 3 s 373 |
| 15                                                                                        | 12 | Jarno Trulli          | Prost-Peugeot       | 1 min 33 s 739 | + 3 s 729 |
| 16                                                                                        | 11 | Olivier Panis         | Prost-Peugeot       | 1 min 33 s 851 | + 3 s 841 |
| 17                                                                                        | 17 | Mika Salo             | Arrows              | 1 min 33 s 297 | + 3 s 917 |
| 18                                                                                        | 23 | Esteban Tuero         | Minardi-Ford        | 1 min 34 s 646 | + 4 s 636 |
| 19                                                                                        | 19 | Jan Magnussen         | Stewart-Ford        | 1 min 34 s 906 | + 4 s 896 |
| 19                                                                                        | 20 | Ricardo Rosset        | Tyrrell-Ford        | 1 min 35 s 119 | + 5 s 109 |
| 21                                                                                        | 16 | Pedro Diniz           | Arrows              | 1 min 35 s 140 | + 5 s 130 |
| 22                                                                                        | 22 | Shinji Nakano         | Minardi-Ford        | 1 min 35 s 301 | + 5 s 291 |
| Temps minimal à réaliser pour la qualification : 1 min 36 s 311 (107 % de 1 min 30 s 010) |    |                       |                     |                |           |

- Olivier Panis, auteur du seizième temps des qualifications, voit son meilleur temps annulé car lors de sa sortie de piste en qualifications, il n'avait pas mis sa monoplace au point mort ce qui est contraire à l'article 96 du règlement sportif. Son second meilleur temps (1 min 35 s 215) le rétrograde à la vingt et unième place sur la grille[1].

## Classement
| Pos. | No | Pilote                | Écurie              | Tours | Temps/Abandon                      | Grille | Points |
| ---- | -- | --------------------- | ------------------- | ----- | ---------------------------------- | ------ | ------ |
| 1    | 8  | Mika Häkkinen         | McLaren-Mercedes    | 58    | 1 h 31 min 45 s 996 (201,064 km/h) | 1      | 10     |
| 2    | 7  | David Coulthard       | McLaren-Mercedes    | 58    | + 0 s 702                          | 2      | 6      |
| 3    | 2  | Heinz-Harald Frentzen | Williams-Mecachrome | 57    | + 1 tour                           | 6      | 4      |
| 4    | 4  | Eddie Irvine          | Ferrari             | 57    | + 1 tour                           | 8      | 3      |
| 5    | 1  | Jacques Villeneuve    | Williams-Mecachrome | 57    | + 1 tour                           | 4      | 2      |
| 6    | 15 | Johnny Herbert        | Sauber-Petronas     | 57    | + 1 tour                           | 5      | 1      |
| 7    | 6  | Alexander Wurz        | Benetton-Playlife   | 57    | + 1 tour                           | 11     |        |
| 8    | 9  | Damon Hill            | Jordan-Mugen-Honda  | 57    | + 1 tour                           | 10     |        |
| 9    | 11 | Olivier Panis         | Prost-Peugeot       | 57    | + 1 tour                           | 21     |        |
| Abd. | 5  | Giancarlo Fisichella  | Benetton-Playlife   | 43    | Aileron arrière                    | 7      |        |
| Abd. | 14 | Jean Alesi            | Sauber-Petronas     | 41    | Moteur                             | 12     |        |
| Abd. | 12 | Jarno Trulli          | Prost-Peugeot       | 26    | Boîte de vitesses                  | 15     |        |
| Abd. | 20 | Ricardo Rosset        | Tyrrell-Ford        | 25    | Boîte de vitesses                  | 19     |        |
| Abd. | 17 | Mika Salo             | Arrows              | 23    | Boîte de vitesses                  | 16     |        |
| Abd. | 23 | Esteban Tuero         | Minardi-Ford        | 22    | Moteur                             | 17     |        |
| Abd. | 22 | Shinji Nakano         | Minardi-Ford        | 8     | Arbre de transmission              | 22     |        |
| Abd. | 3  | Michael Schumacher    | Ferrari             | 5     | Moteur                             | 3      |        |
| Abd. | 16 | Pedro Diniz           | Arrows              | 2     | Transmission                       | 20     |        |
| Abd. | 10 | Ralf Schumacher       | Jordan-Mugen-Honda  | 1     | Collision                          | 9      |        |
| Abd. | 19 | Jan Magnussen         | Stewart-Ford        | 1     | Collision                          | 18     |        |
| Abd. | 21 | Toranosuke Takagi     | Tyrrell-Ford        | 1     | Collision                          | 13     |        |
| Abd. | 18 | Rubens Barrichello    | Stewart-Ford        | 0     | Boîte de vitesses                  | 14     |        |

## Tours en tête
- Mika Häkkinen : 37 (1-23 / 25-35/ 56-58)
- David Coulthard : 21 (24 / 36-55)

## Pole position et record du tour
- Pole position : Mika Häkkinen en 1 min 30 s 010 (vitesse moyenne : 212,056 km/h).
- Meilleur tour en course : Mika Häkkinen en 1 min 31 s 649  au 39e tour (vitesse moyenne : 208,264 km/h).

## Classements généraux à l'issue de la course
| Pos. | Pilote                | Écurie              | Points |
| ---- | --------------------- | ------------------- | ------ |
| 1    | Mika Häkkinen         | McLaren-Mercedes    | 10     |
| 2    | David Coulthard       | McLaren-Mercedes    | 6      |
| 3    | Heinz-Harald Frentzen | Williams-Mecachrome | 4      |
| 4    | Eddie Irvine          | Ferrari             | 3      |
| 5    | Jacques Villeneuve    | Williams-Mecachrome | 2      |
| 6    | Johnny Herbert        | Sauber-Petronas     | 1      |

| Pos. | Écurie              | Points |
| ---- | ------------------- | ------ |
| 1    | McLaren-Mercedes    | 16     |
| 2    | Williams-Mecachrome | 6      |
| 3    | Ferrari             | 3      |
| 4    | Sauber-Petronas     | 1      |

## Statistiques
- 2e victoire pour Mika Häkkinen.
- 108e victoire pour McLaren en tant que constructeur.
- 13e victoire pour Mercedes en tant que motoriste.
- 1re victoire en Formule 1 pour le manufacturier de pneumatiques Bridgestone.